# Fundación Triángulo
La Fundación Triángulo es una organización no gubernamental para el desarrollo y sin ánimo de lucro que promueve la integración en la sociedad de lesbianas, gais, bisexuales y transexuales, mediante una igualdad no solo formal sino también real. Fundada en 1996 cuenta con delegaciones en Andalucía, Castilla y León, Comunidad de Madrid, Islas Canarias y Extremadura. Hasta 2014 contó también con sede en Castilla-La Mancha.
Su organización se basa en diferentes equipos de trabajo: cooperación internacional, educación, festivales de cine, juventud, mujer, revista Orientaciones y salud/VIH. En 2017 ostenta la presidencia del patronato José María Núñez Blanco.

## Ideario
Actualizadas en septiembre de 2013 el ideario que inspira el trabajo de Fundación Triángulo se resume en:
- Trabajar activamente contra los intentos de segregación de gais y lesbianas (incluida la autosegregación) rechazando explícitamente la existencia de una "Comunidad" y una "Identidad Gay".
- Defensa de la igualdad social para todos/as, en una sociedad de ciudadanos y ciudadanas.
- Defensa del derecho a la libre expresión y al reconocimiento de la identidad de género, rechazando expresamente que la transexualidad sea una enfermedad, y exigiendo su completa despatologización por parte de organismos médicos y legislaciones.
- Oposición al uso y almacenamiento de datos personales de los/las ciudadanos/as y a cualquier intento de imposición a nadie cuál ha de ser su proceso de apertura hacia la sociedad.
- Denunciar cualquier chantaje a gais y lesbianas y en concreto del llamado "outing".
- Ser independientes con respecto a partidos, iglesias, administraciones o cualquier otra entidad pública o privada.
- Oponerse a la discriminación por orientación sexual también dentro de las estructuras de la Fundación. Cualquier persona que asuma estos fines podrá unirse a su desarrollo.
- Colaborar con otros movimientos sociales promoviendo la solidaridad.
- Respetar la Constitución española.
- Esforzarse en alcanzar el progreso social mediante el voluntariado laico.
- Trabajar por el derecho a la salud, luchando contra el sida y contra cualquier discriminación a causa de éste, defendiendo la Sanidad Pública y Universal.
- Expresar la afectividad de gais y lesbianas en todos los ámbitos sociales.
- Defender la paz, la tolerancia, los Derechos Humanos, la integración social, el respeto a las diferencias individuales, el trato igualitario entre los sexos, los derechos de los y las transexuales y las conquistas sociales.

## Sedes
Fundación Triángulo cuenta con sedes en seis comunidades autónomas: 
- Fundación Triángulo Andalucía: con sedes permanentes en Huelva, Sevilla, Córdoba y Cádiz periódicamente realiza actividades en el resto de provincias andaluzas.
- Fundación Triángulo Canarias: con sede en Tenerife.
- Fundación Triángulo Castilla y León: con sede en Valladolid.
- Fundación Triángulo Extremadura: con sedes en Badajoz, Cáceres y Mérida.
- Fundación Triángulo Madrid: acoge la sede central de la Fundación y cuenta con sedes en Alcobendas, Coslada, Madrid capital, Rivas-Vaciamadrid y San Sebastián de los Reyes.

Inaugurada a comienzos de 2006, la fundación contó con una sede en Toledo que realizaba actividades y prestaba servicio para toda la comunidad de Castilla-La Mancha. En 2014 esta sede cesó su actividad.

## Equipos

### Cooperación Internacional
Establece relaciones con asociaciones y colectivos LGTB de América Latina, proyectos de sensibilización y dispone de una red de acciones urgentes. En octubre de 2007 realizaron las IV jornadas estatales de cooperación internacional con población LGTB.

### Educación
Realizan talleres de formación en centros de educación primaria, secundaria, FP y universidades. Proporciona recursos didácticos al profesorado sobre temas de sexualidad, bullying u orientación afectivo-sexual. Además trabaja en la difusión de colectivos y asociaciones LGTB o en la orientación y apoyo a padres y madres de menores homosexuales. En 2007 lanzaron una campaña estatal para prevenir el acoso escolar.
En 2019, en la sede de Madrid, realizaron una guía de contenidos transversales para profesorado de centros educativos con diversas dinámicas.

### Festivales de cine
Es una de las áreas más conocidas de Fundación Triángulo. Anualmente celebran festivales de cine en Madrid, Extremadura (FanCineGay Extremadura), Valladolid, Valencia, y Andalucía (Andalesgai).

### Juventud
Con presencia en Madrid, Badajoz y Valladolid, es el equipo que se encarga de editar la revista Mundo Joven. o el Centro de Información Juvenil.

### Mujer
Tiene presencia en Madrid, Valladolid, Extremadura y Andalucía, con un programa de actividades específico. Actualmente editan la revista LSBI, dirigida a mujeres lesbianas y bisexuales y elaborada por el equipo de mujer.

### Orientaciones
Es la revista sobre homosexualidades que edita Fundación Triángulo. Dirigido por F. Javier Ugarte y con Ilustraciones de Papf, Raúl, Garbade o Pablo Romero, se han publicado textos de Pierre Bourdieu, Gao Qi, Klaus Mann o Carlos Fonseca entre otros. La reedición electrónica se ha iniciado en 2010.

### Salud/VIH
Efectúan campañas de sensibilización en los aspectos relativos a Sida y enfermedades de transmisión sexual. En 2007 efectuaron, en colaboración con el Ministerio de Sanidad, un reparto de 50.000 preservativos en lugares de veraneo homosexual.